# Patrycja Dołowy
Patrycja Dołowy (ur. w 1978 w Bostonie) – polska pisarka, fotografka, artystka multimedialna, autorka sztuk teatralnych, esejów, artykułów, popularyzatorka nauki i sztuki, działaczka społeczno-kulturalna, dyrektor JCC Warszawa, członkini zarządu Fundacji BioEdukacji, wykładowczyni na Wydziale Artes Liberales Uniwersytetu Warszawskiego, członkini prezydium Rady Upowszechniania Nauki Polskiej Akademii Nauk w latach 2015–2020 prezeska Polskiego Stowarzyszenia Dziennikarzy Naukowych Naukowi.pl, doktor nauk przyrodniczych.

## Życiorys
Urodziła się w 1978 roku w Bostonie, w stanie Massachusetts, w Stanach Zjednoczonych. Mieszka w Warszawie. W 2002 roku ukończyła studia na Uniwersytecie Warszawskim, w 2005 roku – na Akademii Fotografii Artystycznej Wrocławskich Szkół Fotograficznych. Jej praca dyplomowa pt. Lilith odchodzi… pod kierunkiem dra Piotra Komorowskiego, otrzymała wyróżnienie. W 2007 roku uzyskała stopień doktora nauk przyrodniczych[1] z zakresu mikrobiologii[2]. W 2015 r. ukończyła podyplomową Szkołę Treningu i Warsztatu Psychologicznego INTRA. Brała udział w licznych wystawach indywidualnych i zbiorowych w Polsce i za granicą. W 2012, 2017 i 2020 roku była stypendystką Ministra Kultury i Dziedzictwa Narodowego, w 2018 roku stypendystka Asylum Arts, 2019 – 2022 – stypendystka Tarbut Fellowship. W 2022 roku została uhonorowana medalem „Powstanie w Getcie Warszawskim” przyznawanym przez Stowarzyszenie Żydów Kombatantów oraz Stowarzyszenie Żydowski Instytut Historyczny za obronę godności każdego człowieka oraz walkę z przejawami ksenofobii, nacjonalizmu i antysemityzmu.

## Działalność społeczna i kulturalna
Patrycja Dołowy zaangażowana jest w działalność społeczną i społeczno-kulturalną. W latach 2022-2025 była dyrektorką JCC Warszawa. Jest członkinią prezydium Rady Upowszechniania Nauki Polskiej Akademii Nauk, była działaczką, a od 2010 roku wiceprezeską Fundacji MaMa, od 2015 do 2020 roku prezeską Polskiego Stowarzyszenia Dziennikarzy Naukowych Naukowi.pl, od 2017 roku do 2021 roku prezeską Fundacji Przestrzenie, od 2018 do 2022 roku kierownik BioCentrum Edukacji Naukowej i prezeską Fundacji BioEdukacji. Prowadzi warsztaty aktywizujące dla kobiet, warsztaty z analizy i interpretacji fotografii, popularnonaukowe, storytellingu, a także warsztaty dla dzieci i młodzieży. Współpracowała m.in. z Centrum Kultury Jidysz, Muzeum Sztuki Nowoczesnej w Warszawie, Muzeum Historii Żydów Polskich Polin. Pełniła funkcję wicenaczelnej „Academii”[2].

## Twórczość
Patrycja Dołowy zaczynała od subiektywnej fotografii inscenizowanej, używając klasycznych technik. Klisze barwiła, malowała, wydrapywała, gniotła. Swoje sesje nazywała seansami. Tworzyła cykle fotograficzne oraz prace multimedialne z miastem w tle. Jest autorką m.in. projektów artystycznych „Sztuka Matek”, „Widoczki: Pamięć miasta/Pamięć ciała”, „Alternatywne historie”, „Ślady” (z Julią Fiedorczuk). Obecnie działa na pograniczu dyscyplin artystycznych łącząc obrazy ze słowami, tekstami, muzyką i działaniami performatywnymi. Zajmuje się problematyką trudnej pamięci. W swojej pracy bazuje m.in. na historii mówionej i świadectwach, przeprowadziła dziesiątki wywiadów ze świadkami historii, wysłuchała setek opowieści. Prace i teksty publikuje w pismach artystycznych i kulturalnych, w prasie i w magazynach wielkonakładowych. Jej twórczość ukazywała się w czasopismach artystycznych i kulturalnych: „Format”, „Tytuł Roboczy Otwarty Magazyn Sztuki”, „Niezbędnik Kulturalny”, „Furia”, „Op. cit.”, a także w pismach wielkonakładowych, m.in. w: „Exclusiv”, „Gaga”, „Kobieta i Życie”, „Wysokie Obcasy”. Publikowała też m.in. w „Focus”, „Kontakt”, „Polityka”, „Krytyka Polityczna”, „Pismo”. Współpracowała z czasopismami „ACADEMIA”, „Przekrój”, „Zdanie”.
Autorka książek „Skarby. Poszukiwacze i strażnicy żydowskiej pamięci” (wyd. Czarne, 2022), „Wrócę, gdy będziesz spała. Rozmowy z dziećmi Holocaustu” (wyd. Czarne, 2019). Współautorka książek: „Kwestia charakteru. Bojowniczki z getta warszawskiego” (wyd. Czarne, 2023, pod red. Sylwii Chutnik i Moniki Sznajderman), „Proszę mówić dalej. Historia społeczna Muzeum Sztuki w Łodzi” (wyd. MSŁ, 2022, z Olgą Drendą, Olgą Gitkiewicz, Martą Madejską i Marcinem Wichą, red. Marta Madejska, Agnieszka Pindera, Natalia Słaboń), „Przecież ich nie zostawię. O żydowskich opiekunkach w czasie wojny” (wyd. Czarne, 2018, pod. red. Magdaleny Kicińskiej i Moniki Sznajderman), „25 rozmów na 25-lecie” (Fundacja na rzecz Nauki Polskiej, 2016, z Anną Mateją, Aleksandrą Stanisławską i Olafem Szewczykiem), „Miasto oczami kobiet” (Fundacja MaMa, 2012, z Justyną Biernacką), albumu „Efemeryki/Ephemerics” (Warszawa, 2005), rozdziałów w publikacjach zbiorowych (m.in. w: „Co to znaczy być matką w Polsce”, Fundacja MaMa, 2009, w: „Przewodniczka po Krakowie Emancypantek. Tom III”, Fundacja Przestrzeń Kobiet, 2011), sztuk teatralnych („Wanda”, z Sylwią Chutnik, 2013, reż. Paweł Passini, premiera Narodowy Stary Teatr w Krakowie, opublikowana w „Polska Dramatyczna. Antologia 3” pod red. W. Balucha, 2014, kilkakrotnie nagradzanych: „Hideout/Kryjówka”, 2014, premiera neTTheatre, Centrum Kultury w Lublinie, „Dziady. Twierdza Brześć”, 2015, premiera Akademicki Teatr Dramatyczny w Brześciu, „Matki”, 2016, premiera Teatr Żydowski w Warszawie, wszystkie w reżyserii Pawła Passiniego, dramaturgii do „Piotrusia Pana” na podstawie powieści J.M. Barrie’go, 2016, premiera Nowy Teatr w Warszawie, reż. Łukasz Kos, „Turyści” na podstawie „Much” J.P. Sartre’a, 2017, premiera Centrum Lubelska 30/32, w reż. Dawida Żakowskiego, „Hindełe, Siostra Sztukmistrza”, 2017 premiera Teatr im. L. Osterwy w Lublinie, reż. Paweł Passini, „Paulina. She’s not alone” z Michelle Levy, premiera Muzeum Galicja w Krakowie, 2019, „Paulina” z Michelle Levy, reż. Kathleen Amshoff, premiera Teatr Kana, Festiwal Teatralny Spoiwa Kultury, 2020). Współtwórczyni przedstawień „Polifonie” (2015) i „Polifonie: Dźwięki ulicy Zamenhofa” (2016) dla Muzeum POLIN (z Marią Porzyc) i performanców (m.in. „Widoczki: Pamięć miasta/pamięć ciała”, rozpoczęty w 2011 r., „Kiosk”, 2012, „Szafa pamięci”, 2013 z Żukiem Piwkowskim, „Kostka pamięci”, 2014, z Justyną Biernacką, „Linia żeńska”, 2015, z Sylwią Chutnik, „Kapsuła czasu”, 2015, z Justyną Biernacką, „Memorysound”, 2017, „Widoczki w pudełku”, premiera na Międzynarodowym Festiwalu Teatralnym Retroperspektywy w Łodzi, 2020). Autorka libretta do koncertu „Dziewczęca Orkiestra z Birkenau” (premiera Muzeum POLIN w ramach POLIN Music Festival, 2020)

## Nagrody
- Nagroda im. Karola Sabatha, 2011[13]
- Wyróżnienie za odwagę badania pamięci w spektaklu „The HIDEOUT/Kryjówka” neTTheatre na 50. Przeglądzie Teatrów Małych Form KONTRAPUNKT w Szczecinie, 2015[10]
- Warszawska Premiera Literacka[29] za książkę sierpnia 2019 dla „Wrócę, gdy będziesz spała”, 2019
- Medal „Powstanie w Getcie Warszawskim”, 2022[30] przyznawany przez Stowarzyszenie Żydów Kombatantów i Stowarzyszenie Żydowski Instytut Historyczny osobom zasłużonym dla dialogu polsko-żydowskiego, zaangażowanym w upamiętnianie historii i kultury Żydów polskich, walkę przeciw antysemityzmowi, nacjonalizmowi, homofobii lub innym negatywnym postawom wobec innych mniejszości.